# Каипбергенов, Тулепберген Каипбергенович
Тулепберген Каипбергенович Каипбергенов (каракалп. To‘lepbergen Qayi‘pbergenov/Төлепберген Қайыпбергенов; 7 мая 1929, аул Шортанбай, Кегейлийский район, Каракалпакская АССР — 14 сентября 2010) — каракалпакский советский писатель. Герой Узбекистана (2003), Народный писатель Узбекистана (1993), Народный писатель Каракалпакской АССР (1974).

## Биография
В 1947 г. окончил Ходжелинское педагогическое училище. Тогда же начал трудовую деятельность как учитель школы. В 1955 г. после окончания Каракалпакского государственного педагогического института работал литературным сотрудником литературно-художественного журнала Союза писателей Каракалпакии «Амударья».
- 1955—1957 гг. — работник в журнале «Амударья».
- 1955—1957 гг. — редактор Каракалпакского радио.
- 1957—1958 гг. — ответственный секретарь общества писателей Каракалпакии.
- 1958—1959 гг. — заместитель директора Каракалпакского радио.
- 1959—1960 гг. — редактор газеты «Жас Ленинши».
- 1960—1962 гг. — директор Каракалпакского государственного издательства.
- 1964—1967 гг. — редактор государственного комитета по телевидению и радиовещанию Каракалпакской АССР.
- 1967—1980 гг. — председатель Государственного комитета по печати, полиграфии и книжной торговле при Совете Министров Каракалпакской АССР.

В 1980 г. на съезде большинством голосов на альтернативной основе избран председателем Союза писателей Каракалпакии, сменив на этом посту известного поэта Ибрагима Юсупова, и возглавлял до своей смерти. В том же году избран заместителем председателя Союза писателей Узбекистана и в руководящие органы Союза писателей СССР. Кроме того,
- в 1982 г. по инициативе Т. Каипбергенова впервые проводились Дни литературы республик СССР в Каракалпакии.
- в 1987 г. избран заместителем председателя Верховного Совета Каракалпакии, возглавляя одновременно Союз писателей.
- с 1995 г. — избран председателем правления Фонда Ассамблеи культур народов Центральной Азии.

В 1989—1991 гг. — народный депутат СССР, член Совета Национальностей Верховного Совета СССР.
Его сын Каипбергенов Б.Т является депутатом Жокаргы Кенеса Республики Каракалпакстана и директором Нукусского филиала Ташкентского университета информационных технологий.  Сын Каипбергенов А.Т был министром экономики Республики Каракалпакстан. Сын Каипбергенов Е.Т заместитель прокурора Республики Каракалпакстана.

## Литературное творчество
В 1951 году публикуется его первая поэма «Тилегим» в газете «Жас Ленинши». В 1955 г. публикуется его произведение «Почтальон келгенде» в газете «Жас Ленинши». В 1956 г. выходит его первая повесть под названием «Секретарь».
С того времени он пишет в прозаическом жанре. В общей сложности издано около 100 книг на каракалпакском, узбекском, русском, турецком и других языках (практически на всех языках Союзных республик). Среди повестей и романов писателя: «Спасибо, учитель», «Ледяная капля», «Секретарь»,"Дочь Каракалпакии" (кн. 1-2, 1963-65) о судьбе каракалпакской женщины в XX в., «Сказание о Маманбие», «Несчастные», «Непонятные», «Зеница ока» (1984), трилогия «Дастан о каракалпаках» (кн. 1-3, 1968—1976).

### Экранизации
- 1981 — «Непокорная» — по мотивам романа «Дочь Каракалпакии».

## Награды и звания
Герой Узбекистана (2003).
Награждён медалью «Шухрат», орденами «Дустлик» и «Эл-юрт хурмати». Государственная премия СССР (1986) за трилогию «Дастан о каракалпаках» («Сказание о Маман-бие», «Несчастные», «Неприкаянные»).
- 1967 г. — лауреат Гос. премии имени Бердаха (Каракалпакия) за дилогию «Дочь каракалпака».[6]
- 1971 г. — лауреат Гос. премии имени Хамзы (Узбекистан) за повесть «Спасибо, учитель!».
- 1974 г. — удостоен почётного звания «Народный писатель Каракалпакской АССР».
- 1993 г. — удостоен почётного звания «Народный писатель Узбекистана»[7].
- 1995 г. — лауреат международной премии имени Махмуда Кашгари за роман «Каракалпакнамэ».
- 2004 г. — лауреат международной премии имени Михаила Шолохова за книгу «Письма на тот свет, Дедушке».

Почётный гражданин городов Набережные Челны (Россия), Кзыл-Орда (Казахстан). Неоднократно избирался депутатом Жокаргы Кенеса Республики Каракалпакстан и Нукусского городского Совета.